# Eczacıbaşı Spor Kulübü 2017-2018 (pallavolo femminile)
Questa voce raccoglie le informazioni riguardanti l'Eczacıbaşı Spor Kulübü nelle competizioni ufficiali della stagione 2017-2018.

## Organigramma societario
Area direttiva
- Presidente: Faruk Eczacıbaşı

Area tecnica
- Allenatore: Marco Aurélio Motta
- Allenatore in seconda: Hassan Çelik, Kaan İncekara

## Rosa
| N° | Nome              | Ruolo | Data di nascita   | Nazionalità sportiva |
| -- | ----------------- | ----- | ----------------- | -------------------- |
| 1  | Güldeniz Önal     | S     | 25 marzo 1986     | Turchia              |
| 2  | Meliha İsmailoğlu | S     | 17 settembre 1993 | Turchia              |
| 3  | Tijana Bošković   | O     | 8 marzo 1997      | Serbia               |
| 4  | Beyza Arıcı       | C     | 27 luglio 1995    | Turchia              |
| 5  | Simge Aköz        | L     | 23 aprile 1991    | Turchia              |
| 7  | Hande Baladın     | S     | 11 settembre 1997 | Turchia              |
| 8  | Rachael Adams     | C     | 3 giugno 1990     | Stati Uniti          |
| 9  | Büşra Cansu       | C     | 16 luglio 1990    | Turchia              |
| 10 | Jordan Larson     | S     | 16 ottobre 1986   | Stati Uniti          |
| 11 | Ezgi Dilik        | P     | 12 giugno 1995    | Turchia              |
| 12 | Yasemin Güveli    | C     | 5 gennaio 1999    | Turchia              |
| 14 | Gözde Yılmaz      | O     | 9 settembre 1991  | Turchia              |
| 16 | Ceren Domaç       | C     | 16 luglio 1999    | Turchia              |
| 17 | Dilara Bağcı      | L     | 2 febbraio 1994   | Turchia              |
| 18 | Maja Ognjenović   | P     | 6 agosto 1984     | Serbia               |

## Statistiche

### Statistiche di squadra
| Competizione     | Punti | In casa | In casa | In casa | In trasferta | In trasferta | In trasferta | Totale | Totale | Totale |
| Competizione     | Punti | G       | V       | P       | G            | V            | P            | G      | V      | P      |
| ---------------- | ----- | ------- | ------- | ------- | ------------ | ------------ | ------------ | ------ | ------ | ------ |
| Sultanlar Ligi   | 62,71 | 16      | 14      | 2       | 15           | 13           | 2            | 31     | 27     | 4      |
| Coppa di Turchia | -     | 0       | 0       | 0       | 0            | 0            | 0            | 3      | 2      | 1      |
| Coppa CEV        | -     | 5       | 5       | 0       | 5            | 5            | 0            | 10     | 10     | 0      |
| Totale           | -     | 21      | 19      | 2       | 20           | 18           | 2            | 41     | 37     | 4      |

G = partite giocate; V = partite vinte; P = partite perse

### Statistiche dei giocatori
| Giocatore     | Campionato | Campionato | Campionato | Campionato | Campionato | Coppa di Turchia | Coppa di Turchia | Coppa di Turchia | Coppa di Turchia | Coppa di Turchia | Coppa CEV | Coppa CEV | Coppa CEV | Coppa CEV | Coppa CEV | Totale | Totale | Totale | Totale | Totale |
| Giocatore     | P          | PT         | AV         | MV         | BV         | P                | PT               | AV               | MV               | BV               | P         | PT        | AV        | MV        | BV        | P      | PT     | AV     | MV     | BV     |
| ------------- | ---------- | ---------- | ---------- | ---------- | ---------- | ---------------- | ---------------- | ---------------- | ---------------- | ---------------- | --------- | --------- | --------- | --------- | --------- | ------ | ------ | ------ | ------ | ------ |
| R. Adams      | 21         | 161        | 101        | 38         | 22         | 3                | 4                | 3                | 1                | 0                | 10        | 104       | 65        | 31        | 8         | 34     | 269    | 169    | 70     | 30     |
| S. Aköz       | 28         | 0          | 0          | 0          | 0          | 3                | 0                | 0                | 0                | 0                | 10        | 0         | 0         | 0         | 0         | 41     | 0      | 0      | 0      | 0      |
| B. Arıcı      | 29         | 186        | 118        | 50         | 18         | 3                | 19               | 14               | 3                | 2                | 4         | 9         | 6         | 3         | 0         | 36     | 214    | 138    | 56     | 20     |
| D. Bağcı      | 8          | 0          | 0          | 0          | 0          | 0                | 0                | 0                | 0                | 0                | 4         | 0         | 0         | 0         | 0         | 12     | 0      | 0      | 0      | 0      |
| H. Baladın    | 26         | 170        | 145        | 14         | 11         | 3                | 12               | 9                | 3                | 0                | 10        | 43        | 35        | 6         | 2         | 39     | 225    | 189    | 23     | 13     |
| T. Bošković   | 30         | 558        | 481        | 41         | 36         | 3                | 53               | 43               | 7                | 3                | 10        | 193       | 164       | 15        | 14        | 43     | 804    | 688    | 63     | 53     |
| B. Cansu      | 29         | 222        | 117        | 72         | 33         | 3                | 12               | 6                | 5                | 1                | 8         | 55        | 32        | 18        | 5         | 40     | 289    | 155    | 95     | 39     |
| E. Dilik      | 21         | 21         | 5          | 4          | 12         | 3                | 0                | 0                | 0                | 0                | 4         | 2         | 1         | 1         | 0         | 28     | 23     | 6      | 5      | 12     |
| C. Domaç      | 0          | 0          | 0          | 0          | 0          | -                | -                | -                | -                | -                | 1         | 0         | 0         | 0         | 0         | 1      | 0      | 0      | 0      | 0      |
| Y. Güveli     | 1          | 16         | 7          | 3          | 6          | 0                | 0                | 0                | 0                | 0                | 2         | 15        | 9         | 2         | 4         | 3      | 31     | 16     | 5      | 10     |
| M. İsmailoğlu | 26         | 149        | 120        | 16         | 13         | 3                | 20               | 18               | 1                | 1                | 6         | 34        | 30        | 1         | 3         | 35     | 203    | 168    | 18     | 17     |
| J. Larson     | 28         | 309        | 257        | 24         | 28         | 3                | 55               | 47               | 5                | 3                | 10        | 117       | 96        | 6         | 15        | 41     | 481    | 400    | 35     | 46     |
| M. Ognjenović | 28         | 68         | 31         | 24         | 13         | 3                | 7                | 3                | 3                | 1                | 10        | 38        | 20        | 13        | 5         | 41     | 113    | 54     | 40     | 19     |
| G. Önal       | 19         | 102        | 86         | 6          | 10         | 2                | 2                | 1                | 1                | 0                | 6         | 25        | 19        | 3         | 3         | 27     | 129    | 106    | 10     | 13     |
| G. Yılmaz     | 6          | 28         | 18         | 3          | 7          | 0                | 0                | 0                | 0                | 0                | 6         | 6         | 4         | 1         | 1         | 12     | 34     | 22     | 4      | 8      |

P = presenze; PT = punti totali; AV = attacchi vincenti; MV = muri vincenti; BV = battute vincenti